# Grantley Goulding
Grantley Thomas Smart Goulding (Hartpury, Gloucestershire, 23 de març de 1874 - Umkomaas, Natal, Sud-àfrica, 1944) fou un atleta britànic que guanyà la medalla de plata als Jocs Olímpics de 1896 en la prova de 110 metres tanques, per darrere de l'estatunidenc Thomas Curtis.